# 4月の涙
『4月の涙』（4がつのなみだ、Käsky）は2008年のフィンランド・ドイツ・ギリシャの戦争ドラマ映画。監督はアク・ロウヒミエス、出演はサムリ・ヴァウラモとピヒラ・ヴィータラなど。原作はレーナ・ランデルの小説『Käsky』。英題は『Tears of April』。

## ストーリー
1918年4月、内戦末期のフィンランド。白衛軍の准士官アーロは捕らえられた赤衛軍の女性兵士ミーナを軍法会議にかけるため判事エーミルの許に赴く。

## キャスト
- アーロ・ハルユラ: サムリ・ヴァウラモ
- ミーナ・マリーン: ピヒラ・ヴィータラ
- エーミル・ハレンベルグ: エーロ・アホ
- マルッタ: ミーナ・マーソラ
- ペーア・ハレンベルグ: リーナ・メイドレ
- コンスタ: スレヴィ・ペルトラ
- 陸軍少佐: ミッコ・コウキ
- 陸軍中尉: ヤンネ・ヴィルタネン